# Cerviciferina
Cerviciferina es un género de foraminífero bentónico considerado un sinónimo posterior de Seabrookia de la Subfamilia Seabrookiinae, de la Familia Glandulinidae, de la Superfamilia Polymorphinoidea, del Suborden Lagenina y del Orden Lagenida. Su especie-tipo era Cerviciferina hilli. Su rango cronoestratigráfico abarcaba el Holoceno.

## Discusión
Clasificaciones previas incluían Cerviciferina en la Superfamilia Nodosarioidea.

## Clasificación
Cerviciferina incluía a la siguiente especie:
- Cerviciferina hilli